# Jürg-Beat Ackermann
Jürg-Beat Ackermann (* 1962 in Winterthur) ist ein Schweizer Rechtswissenschaftler. Er ist Professor für Straf- und Strafprozessrecht an der Universität Luzern.

## Leben
Ackermann wurde 1992 an der Universität Zürich promoviert mit einer Dissertation über Geldwäsche im Vergleich zwischen USA und Schweiz. Seine Habilitationsschrift behandelte das Thema „Ne bis in idem im Strafprozess“. Er war sechs Jahre lang als Staatsanwalt in den USA und der Schweiz tätig, dann als Rechtsanwalt sowie Oberassistent und Lehrbeauftragter an der Universität Zürich. 2001 wurde er an die neu gegründete rechtswissenschaftliche Fakultät der Universität Luzern berufen, um dort als Professor Strafrecht zu lehren. 2005 wurde er zum Prodekan der Rechtswissenschaftlichen Fakultät der Universität Luzern und 2006 zum Prorektor im Bereich Lehre ernannt. Er ist leitender Direktor der Staatsanwaltsakademie, seit diese 2014 gegründet wurde.
Seine Forschungsschwerpunkte sind Wirtschaftsstrafrecht; Medizinstrafrecht; Kunststrafrecht; Medien- und Kommunikationsstrafrecht; Grundlegende Fragen des Strafrechts wie Notwehrrecht, Widerstandsrecht, Schuld, Teilnahme am Delikt, Versuch; Risikostrafrecht; Genstrafrecht; Strafprozessrecht, Angewandte Menschenrechte, Strafvollzugsrecht und Jugendstrafrecht.

## Schriften (Auswahl)
- Geldwäscherei. Eine vergleichende Darstellung des Rechts und der Erscheinungsformen in den USA und der Schweiz. Zürich 1992, ISBN 3-7255-3023-8.
- (Hrsg.): Kommentar kriminelles Vermögen, kriminelle Organisationen. Einziehung – kriminelle Organisation – Finanzierung des Terrorismus – Geldwäscherei. Zürich 2018, ISBN 3-7255-5800-0.
- mit Patrick Vogler, Laura Baumann und Samuel Egli: Strafrecht Individualinteressen. Gesetz, System und Lehre im Lichte der Rechtsprechung. Bern 2019, ISBN 3-7272-1604-2.
- mit Jennifer Portmann: Wirtschaftsstrafrecht der Schweiz. Hand- und Studienbuch. Bern 2021, ISBN 3-7272-1660-3.